# Exit the Vamp
Exit the Vamp è un film muto del 1921 diretto da Frank Urson. Scritto e sceneggiato da Clara Beranger, aveva come interpreti Ethel Clayton, T. Roy Barnes, Fontaine La Rue, Theodore Roberts, William Boyd, Michael D. Moore, Mattie Peters.

## Trama

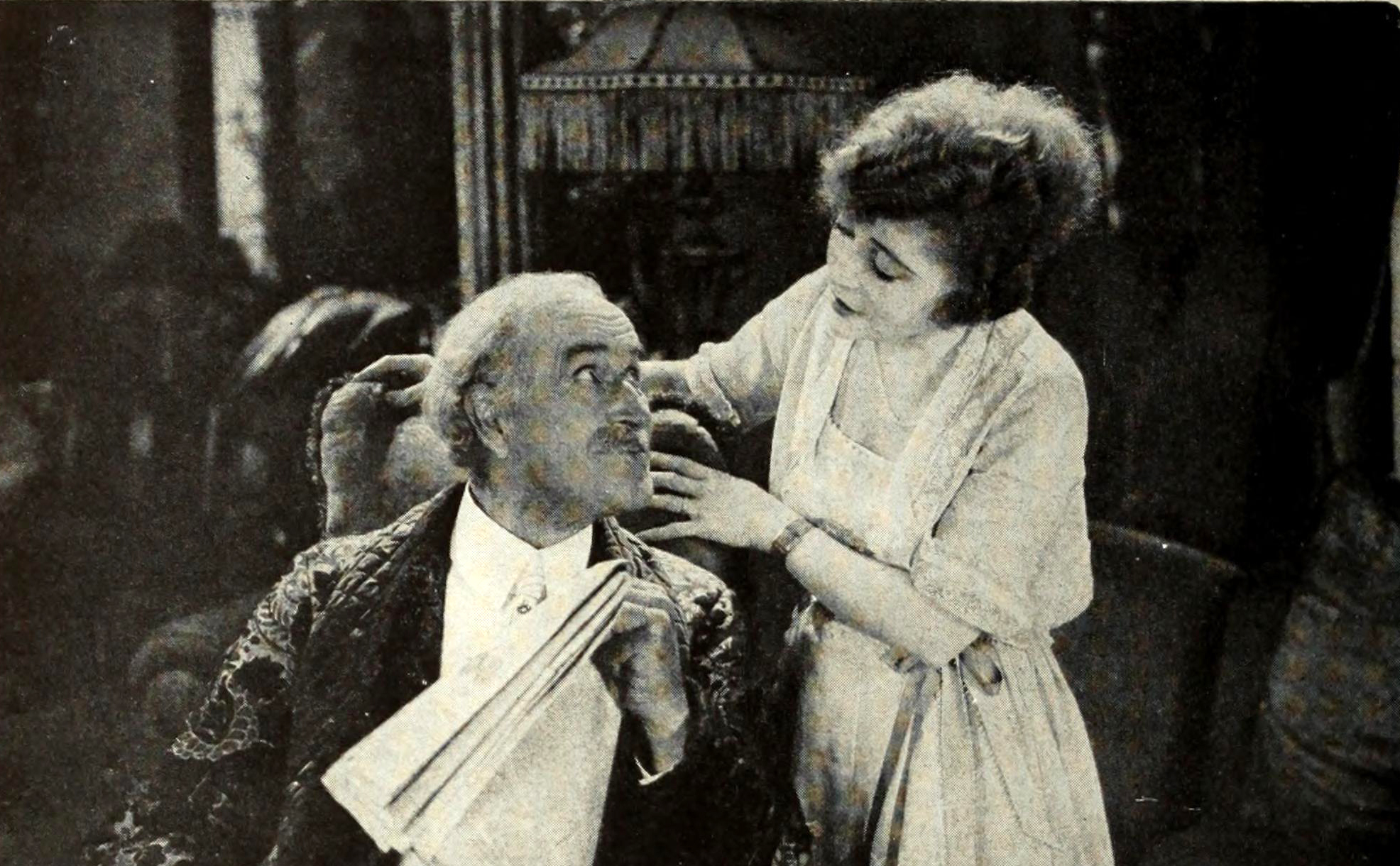
Theodore Roberts e Ethel Clayton

Marion, felicemente sposata con John Shipley, un avvocato di successo, un giorno si accorge che il marito sta per cadere nelle reti della signora Strong, una frivola civetta. Un gioielliere, suo amico, la avverte che John, venuto per acquistare una costosa collana di diamanti, si è fatto passare per il marito della donna. Messa in allarme, Marion decide di reagire adottando i metodi della sua rivale. Suscita per prima cosa la gelosia del marito fingendo affetto per Pitts, un reduce di guerra che lei aveva conosciuto in Francia. Poi gli organizza un tranello in cui dovrà cadere. Una sera, in un ristorante dove John e la signora Strong stanno cenando, Marion vede la donna passare a suo marito la chiave del proprio appartamento. Marion si introduce nelle stanze della sua rivale e, usando i suoi abiti e il suo profumo, si trasforma così bene che, quando arriva John, lui - nella penombra della stanza - la scambia per l'amante. L'equivoco sarà chiarito solo dall'arrivo della vera signora Strong e, a quel punto, John si renderà finalmente conto di aver sottovalutato il fascino e l'intelligenza di sua moglie e, pentito, tornerà all'ovile.

## Produzione
Il film, prodotto dalla Famous Players-Lasky Corporation, venne girato in cinque settimane negli studi hollywoodiani della casa di produzione situati in Vine Street.

## Distribuzione
Il copyright del film, richiesto dalla Famous Players-Lasky Corp., fu registrato il 12 novembre 1921 con il numero LP17187.

Distribuito dalla Paramount Pictures e presentato da Jesse L. Lasky, il film fu presentato in prima a Washington il 6 novembre 1921, uscendo nelle sale il 4 dicembre. In Danimarca, fu distribuito il 16 marzo 1923 con il titolo Pas paa Ægtemændene, in Finlandia il 15 maggio 1924. In Svezia, prese il titolo Marions äktenskap.
Non si conoscono copie ancora esistenti della pellicola che viene considerata presumibilmente perduta.